# 国鉄10形蒸気機関車

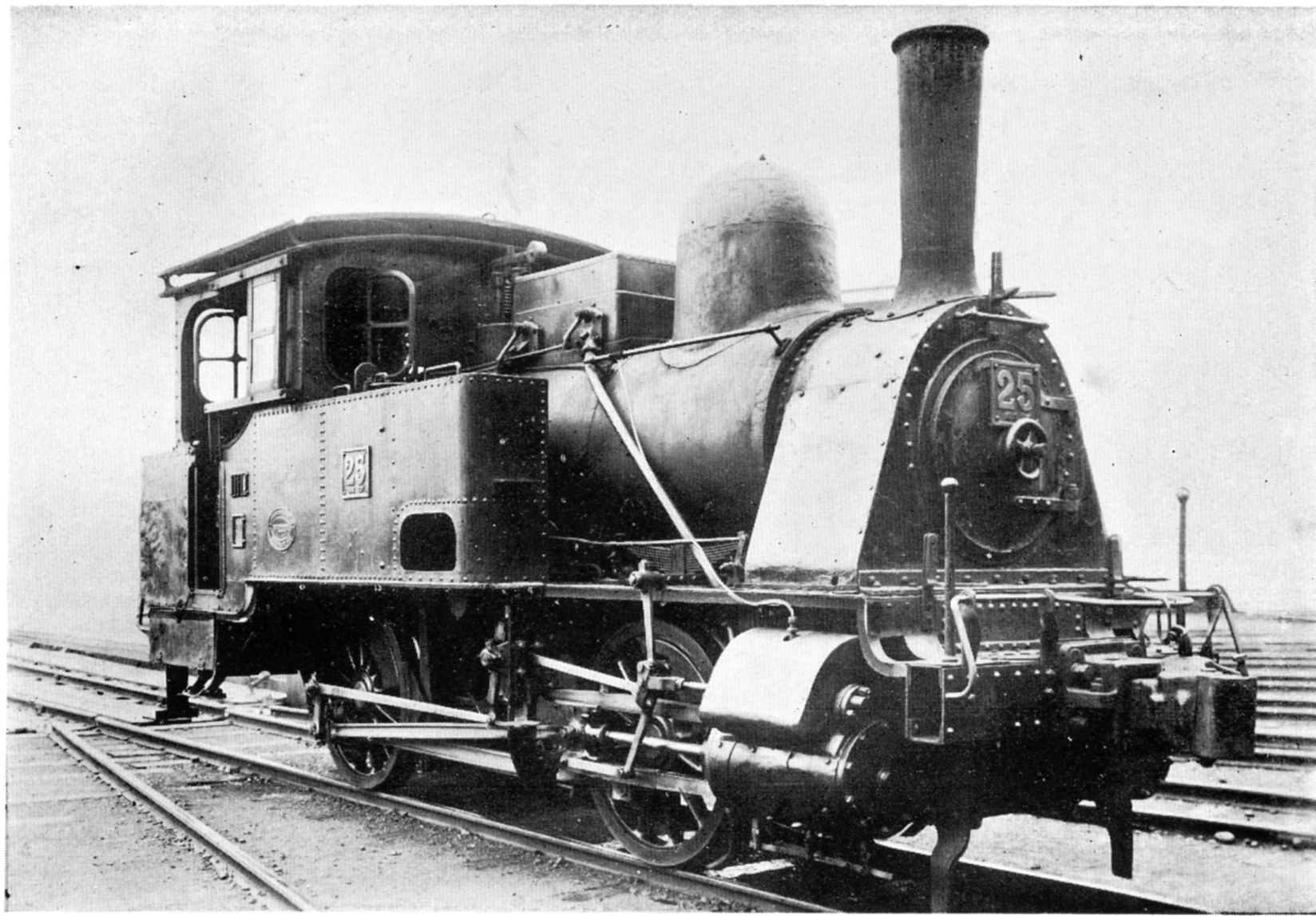
鉄道省10形蒸気機関車25号機

10形は、かつて日本国有鉄道（国鉄）の前身である鉄道院に在籍した、B形タンク式蒸気機関車である。もとは、九州鉄道が開業に際してプロイセン王国（当時）のクラウス社 (Lokomotivfabrik Krauss & Comp.) から輸入したものであるが、大きさが手頃で高性能であったことから、同形機が川越鉄道や甲武鉄道、両毛鉄道にも導入されている。
九州鉄道では当初形式名を制定していなかったが、機関車数が増えて管理が難しくなったためか、1900年（明治33年）ごろに共通設計車をグループごとに分けて形式名を付しており、本形式は初号機の番号から4形とされた。

## 概要
九州鉄道は、開業に当たって技術指導にプロイセンの鉄道技術者ヘルマン・ルムシュッテルを招いたことから、機関車はプロイセン王国（現在のドイツ）から輸入することとした。この際に輸入されたのが、ホーエンツォレルン社製の1 - 3（のちの鉄道院45形）および本形式4 - 10であった。これらは車軸配置0-4-0 (B) 形の単式2気筒、飽和式タンク機関車で、いずれもドルトムント・ウニオンに発注され、九州鉄道が示した仕様書に基づき、製造を分担する両社が納入している。本形式はクラウス社の設計管理番号である「系列番号」では「LX」（ローマ数字。アラビア数字では60となり、製造ロットごとにサフィックスとして「i」などのアルファベット小文字が後ろに付される）と称するグループに属している。
クラウス社製の機関車は、アメリカ製の粗野な無鉄砲さや、イギリス製の過度な気取りを排した、いかにもドイツ的な合理性と堅実さをもったデザインで、さらに堅牢かつ高性能であったことから、導入各社で長期にわたり愛用されたばかりでなく、甲武鉄道など一部の導入先では、既存イギリス製機関車の仕様を同社に提示し、その同等品を発注する例も見られた。

## 構造
車軸配置0-4-0 (B) でウェルタンクとサイドタンクを併せ持つ、単式2気筒飽和式のタンク機関車である。
煙室部は短く、蒸気管覆いは下部に向かって末広がりの形状であるが直線的に広がっており、イギリス製のような曲線ではない。シリンダカバーは、イギリス製のような一体鋳造ではなく、弁室部とシリンダ部を分けた形状で、弁室の上部が外側に倒れこんだ独特の形状となっており、蒸気管の長さの短縮と整備性の向上に配慮されている。弁装置は、ドイツではホイジンガー式と呼ばれるワルシャート式であるが、加減リンクが直線状のヘルムホルツ型で、これは日本の機関車としては初めての採用であった。運転室の出入り口と側窓の形状は独特な曲線を用いたもので、機関士の見通しや動作に便利な形状としており、この点もドイツ的である。
蒸気ドームはボイラーの第1缶胴上に設けられており、その後部に砂箱があった。砂箱は原形では小型の角を丸めた箱型のものを装備していた。砂撒き管は最初の7両は左右1本ずつであったが、8両目からは左右2本ずつに変わっている。九州鉄道では、のちに勾配区間での撒砂機会の増大を考慮して、容量約2倍の箱型に交換して使用した。
なお、製番のラスト8両については通常のリベット仕上げではなく、平頭鋲を使用して表面を平滑に仕上げたフラッシュ仕上げであった。
本形式は同じクラウス社製で、なおかつ製造時期が近いため、1400形、1440形とは外観上共通点が多く、実際にも補機類が共通設計となっているが、そちらはボイラーや台枠、あるいはシリンダーなどその主要部分の設計は全くの別物（系列番号「LI」 (51) ）である。

### 主要諸元
15 - 32の諸元（1924年版形式図による）を示す
- 全長 : 5,709mm
- 全高 : 3,616mm
- 全幅 : 2,546mm
- 軌間 : 1,067mm
- 車軸配置 : 0-4-0 (B)
- 動輪直径 : 1,120mm
- 弁装置 : ワルシャート式ヘルムホルツ型
- シリンダー（直径×行程） : 321mm×500mm
- ボイラー圧力 : 10.6kg/cm2（1909年版では12.4kg/cm2）
- 火格子面積 : 0.81m2
- 全伝熱面積 : 46.7m2
  - 煙管蒸発伝熱面積 : 42.6m2
  - 火室蒸発伝熱面積 : 4.1m2
- ボイラー水容量 : 2.0m3
- 小煙管（直径×長サ×数） : 45mm×2,588mm×118本
- 機関車運転整備重量 : 25.50t
- 機関車空車重量 : 18.10t
- 機関車動輪上重量（運転整備時） : 25.50t
- 機関車動輪軸重（最大・第2動輪上） : 13.15t
- 水タンク容量 : 3.7m3
- 燃料積載量 : 1.48t
- 機関車性能
  - シリンダ引張力 (0.85P)  : 4,990kg
- ブレーキ装置 : 手ブレーキ、蒸気ブレーキ（後付け）

## 製造
「LX」は、1889年（明治22年）から1895年（明治28年）にかけて、九州鉄道が20両を輸入したほか、川越鉄道2両、両毛鉄道1両、甲武鉄道2両の合計25両が輸入された。このうち、川越鉄道の2両を除く23両が、1906年（明治39年）の鉄道国有法により、官設鉄道に編入されている。輸入の状況は次のとおりである。
- 九州鉄道 形式4（20両）
  - 1889年（7両）：4 - 10（製造番号 2211 - 2217）
  - 1890年（4両）：11 - 14（製造番号 2301 - 2304）
  - 1891年（4両）：19 - 22（製造番号 2550 - 2553）
  - 1894年（5両）：29 - 33（製造番号 3123 - 3127）

- 川越鉄道 K1形（2両）
  - 1894年（2両）：1, 2（製造番号 2987, 2988）

- 両毛鉄道（1両）
  - 1895年（1両）：6（製造番号 3165）

- 甲武鉄道 K2形（2両）
  - 1895年（2両）：6, 7（製造番号 3246, 3247）

## 経歴

### 九州鉄道

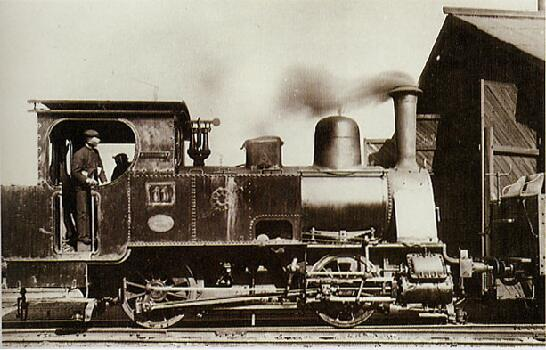
九州鉄道11

九州鉄道は、その成立の経緯から資本基盤が弱かったため、列車や路線の事情によって最適な機関車を使い分けるイギリス流の機関車運用方式を採らず、勾配線・平坦線、旅客列車・貨物列車を問わず基本的に同じ機関車を大量投入して使用した。これによって、1両あたりの単価や保守修繕費用は低く抑えることができた。この実績が、後年のスケネクタディ社製2-6-0 (1C) 形テンダー機関車（のちの鉄道院8550形）の大量導入につながることになる。
もっとも、路線網の急速な伸長にともない、建設コスト低減のために新規建設線区の許容軸重上限が引き下げられ、B形タンク機としては大きな牽引力を持つものの、軸重の大きい本形式はいささか持て余されるようになり、1900年、余剰となった29と33を紀和鉄道に譲渡した。両機は同社のA2形5, 6となったが、紀和鉄道は1904年（明治37年）、関西鉄道に合併されたため、同社の形式80「小鷹」 (80, 81) となった。
九州鉄道に残った18両は、管内で小運転や入換作業などに使用されていたが、1907年（明治40年）に同鉄道が国有化された際に承継され国鉄籍に編入された。

### 両毛鉄道

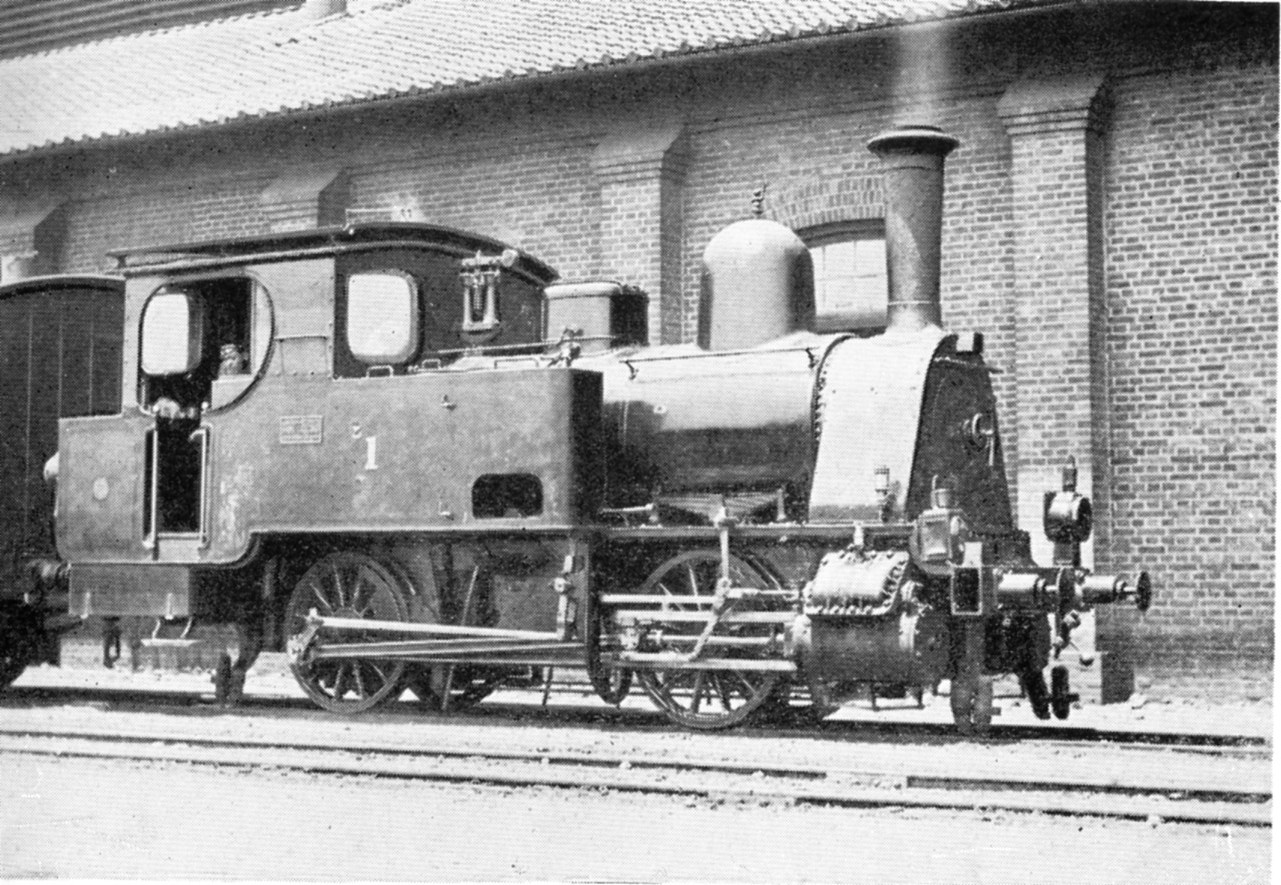
日本鉄道乙1

両毛鉄道では1両 (6) を輸入したが、1897年（明治30年）、日本鉄道に合併されたため、同社のK2/2形、工場内入換用として乙1と付番した。翌1898年（明治31年）には、W2/4形（のちの鉄道院400形）3両とともに房総鉄道へ譲渡されて形式5 (7) となり、ここで国有化を迎えることになる。

### 甲武鉄道
甲武鉄道では2両（K2形6, 7）を導入し、飯田町 - 中野間で使用した。当時の鉄道ファンの実見報告によれば、鮮やかな緑色に塗られていたという。

### 川越鉄道

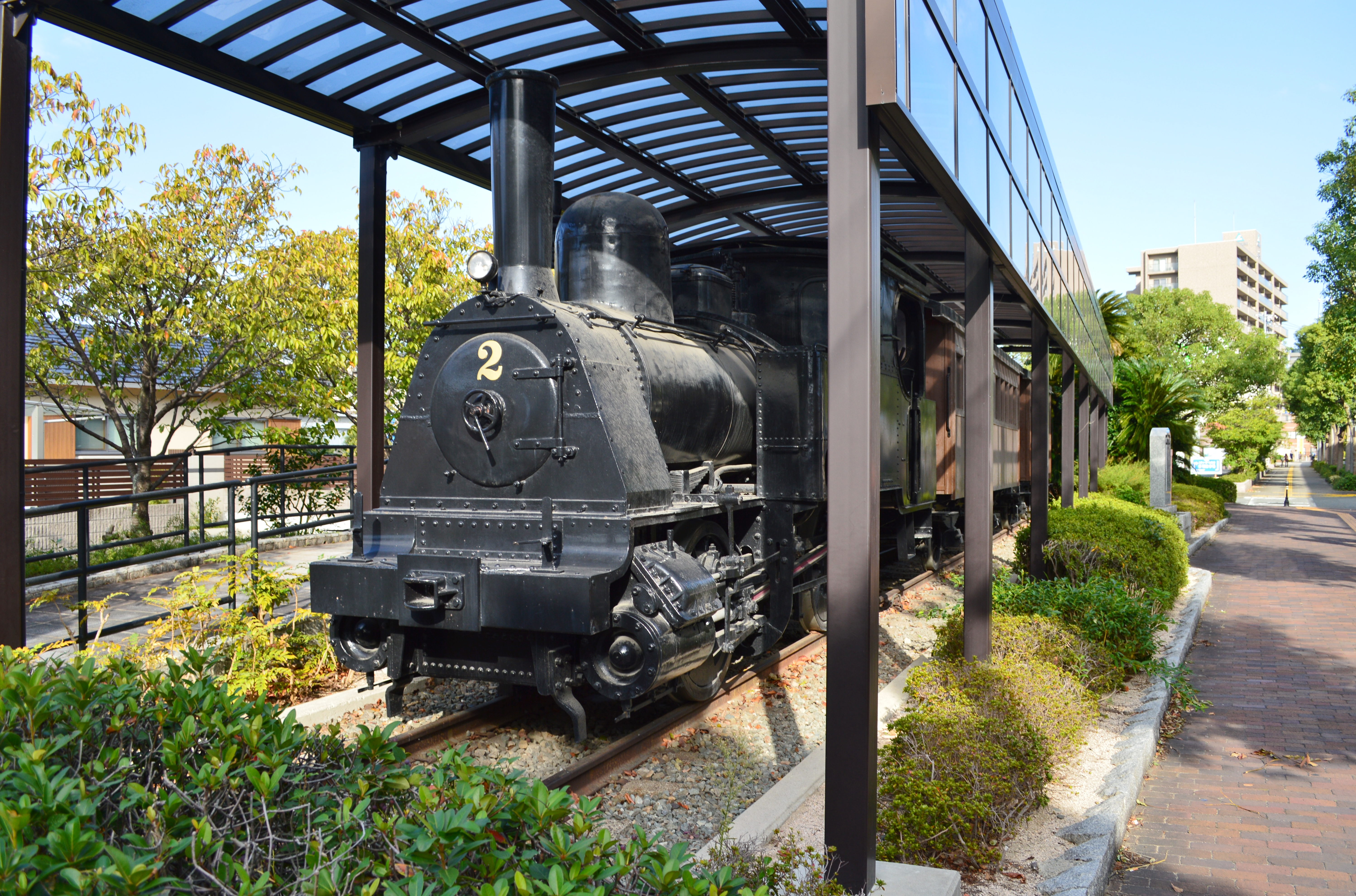
防石鉄道2（旧川越鉄道2・国鉄10形の同形機）

川越鉄道では、開業にあたって本形式を2両用意し、K1形 (1, 2) とした。当時の川越鉄道は、甲武鉄道の傍系会社であり、同社の支線的性格を持っていた。そのため、同社に導入された機関車は甲武鉄道が調達したものであり、のちに甲武鉄道が同形機を導入したのも、川越鉄道における好成績を目にしたということがあったのであろう。
川越鉄道は、武蔵水電（1920年〈大正9年〉）、帝国電灯への合併を経て、1922年（大正11年）11月に西武鉄道（初代）に譲渡された。2は合併以前の1918年（大正7年）に防石鉄道へ開業用として譲渡され、末期は休車であったものの、1964年（昭和39年）の廃線まで在籍した。
一方の1は、太平洋戦争中（1943年〈昭和18年〉ごろ？）に多摩川線へ転出し、1949年（昭和24年）まで使用された。廃車後は、建設省に売却され、淀川の河川工事での使用が目論まれたが、軸重が大きすぎて使用できず、間もなく汽車製造で解体された。

### 国有化後の動向
前述のように、1906年に制定された鉄道国有法により、23両の「LX」が官設鉄道に編入された。これを受けて発足した鉄道院では、1909年（明治42年）に新しい車両形式称号規程を制定し、これらは動輪直径により10形、30形に区分するように計画された。これは当時、動輪のタイヤの交換により直径の増大（1,090mm → 1,128mm）を図る改造を施工中であったためであるが、結局これは取り止めになり、全車が10形となった。そのため、改番にあたっては、やや複雑な順序となっている。その状況は次のとおりである。
- 関西鉄道80 → 10
- 関西鉄道81 → 11
- 甲武鉄道6 → 12
- 甲武鉄道7 → 13
- 房総鉄道7 → 14
- 九州鉄道4 → 15
- 九州鉄道5 → 30 → 16
- 九州鉄道6 → 16 → 17

- 九州鉄道7 → 17 → 18
- 九州鉄道8 → 31 → 19
- 九州鉄道9 → 32 → 20
- 九州鉄道10 → 33 → 21
- 九州鉄道11 → 34 → 22
- 九州鉄道12 → 18 → 23
- 九州鉄道13 → 19 → 24
- 九州鉄道14 → 20 → 25

- 九州鉄道19 → 21 → 26
- 九州鉄道20 → 35 → 27
- 九州鉄道21 → 36 → 28
- 九州鉄道22 → 37 → 29
- 九州鉄道30 → 22 → 30
- 九州鉄道31 → 23 → 31
- 九州鉄道32 → 38 → 32

1911年（明治44年）2月には、博多湾鉄道のハノーバー社製0-6-0 (C) 形タンク機（のちの鉄道院1430形）3両と交換で10 - 14が同社に移籍した。もと九州鉄道の15 - 32は、九州鉄道管理局、のちに門司鉄道管理局に所属し、主に九州島内で使用されたが、一部は門司局の所管した山陽本線三原以西へも転属している。
1925年（大正14年）には、25と26の2両を残して全車が廃車され、その多くは民間へ払下げられた。両機はそれぞれ、名古屋と鳥栖に配置され、機関車の検査の際の入換用として戦後まで使用された。

## 譲渡

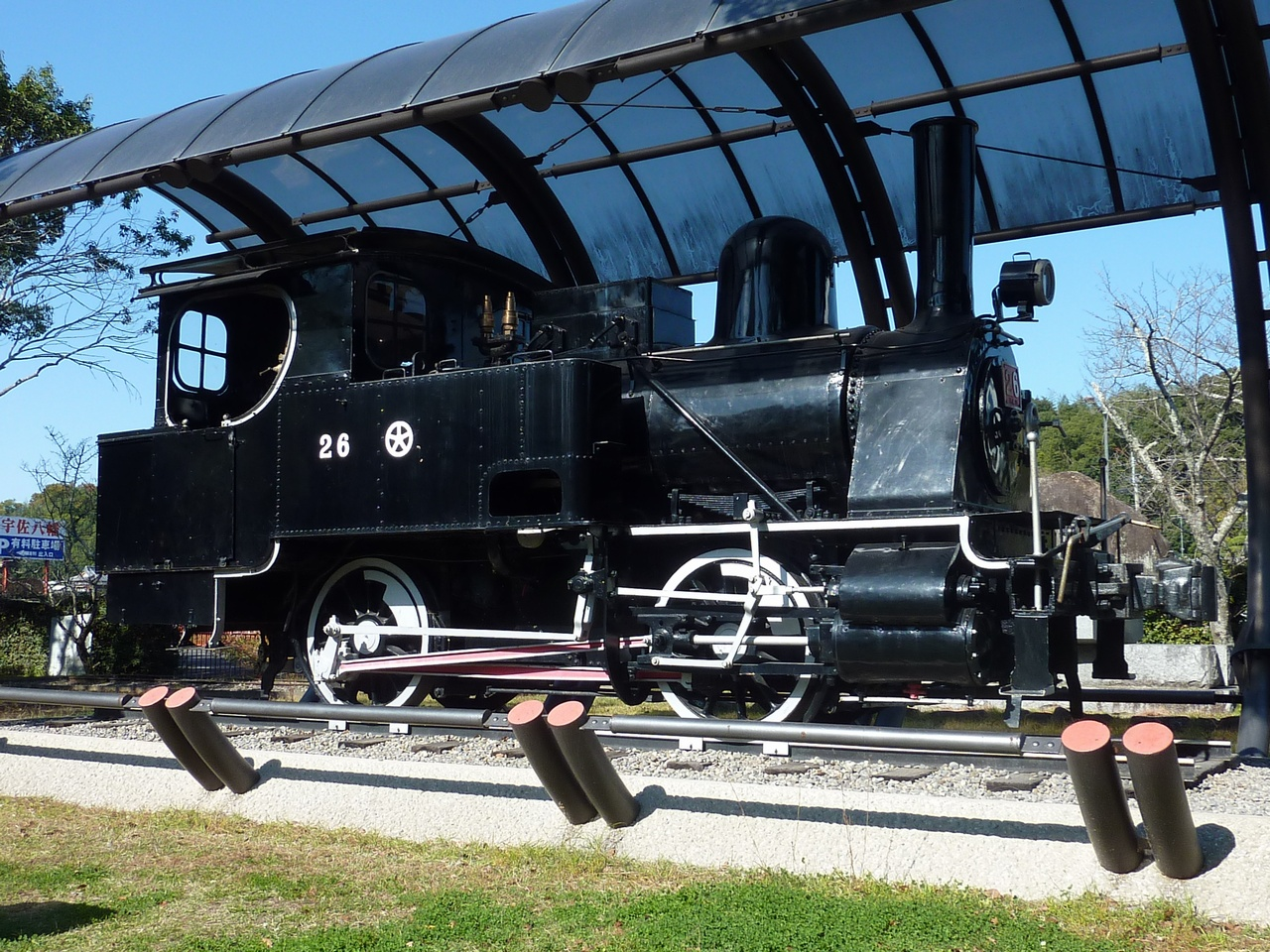
大分交通26

大きさが手頃で高性能な本形式は、廃車後も多くが民間に払い下げられ、長く使用された。国鉄に所属した23両のうち、実に19両が第2の職場を得ている。その状況は次のとおりである。
- 10 - 14（1911年） → 博多湾鉄道 10 - 14
- 15, 17（1925年） → 東京横浜電鉄（建設用）
- 16, 18 - 24, 27, 28, 30（1925年） → 八幡製鉄所210 - 220
- 25（1944年） → 芝浦工作機械
- 26（1949年） → 大分交通

博多湾鉄道の5両のうち3両 (12 - 14) は、西日本鉄道への合併を経て1944年（昭和19年）に戦時買収により再び国有となったが、間もなく廃車され、1948年（昭和23年）8月に13、1949年4月に14が大分交通に譲渡され、同番号のまま国東線で使用された。13は1954年（昭和29年）5月、14は1955年（昭和30年）11月に廃車となった。11は国有化前に日本製鋼所（室蘭）へ譲渡されたが、短期間で廃車されている。
大分交通へは、1949年4月に26も譲渡されている。宇佐参宮線で使用され、同線が廃止された1965年（昭和40年）8月に廃車となった。
1925年に廃車となった15, 17は、建設工事用に東京横浜電鉄（東急東横線の前身）に譲渡された。工事の完成後は、1931年（昭和6年）に留萠鉄道に譲渡され、北海道沼田町の明治鉱業昭和鉱業所専用鉄道で、1969年（昭和44年）の閉山まで石炭輸送に使用された。
16ほかの11両は、1925年に八幡製鉄所に譲渡された。これらは210 - 220と改番の上、ほぼ原型を保ったまま使用されたが、一部は1953年（昭和28年）に大改造されて原形を大きく損ない、1964年までに順次廃車された。
25は1944年に廃車となり、静岡県沼津市の芝浦工作機械（→ 芝浦機械製作所 → 東芝機械）に譲渡され、同社沼津工場専用線にて使用された後、廃車されている。

## 保存

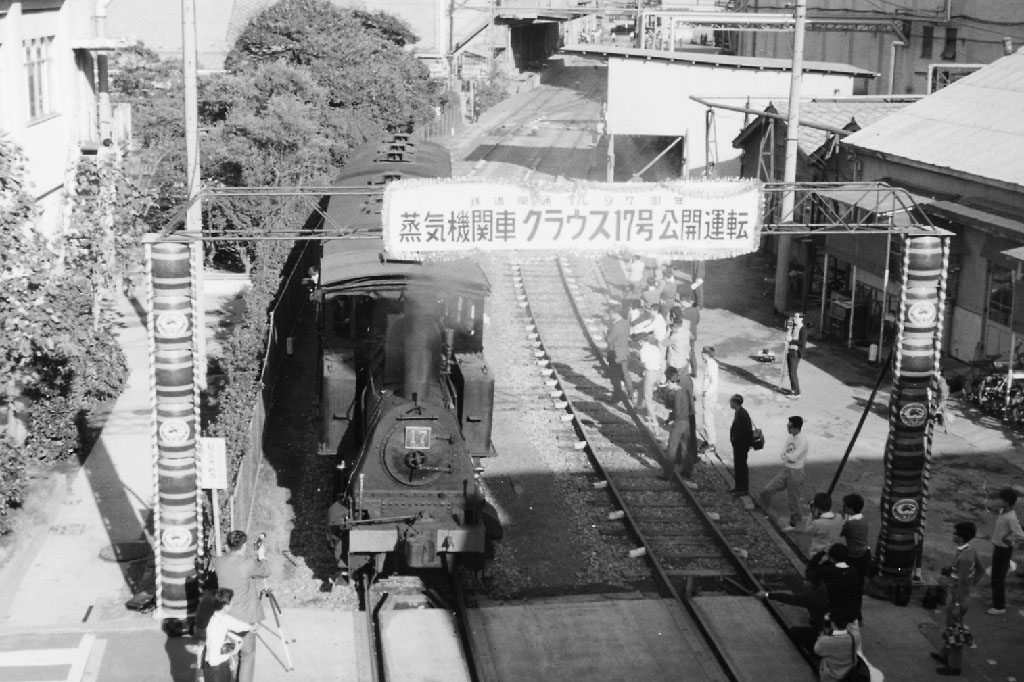
17の公開運転（麒麟麦酒専用線、1969年）

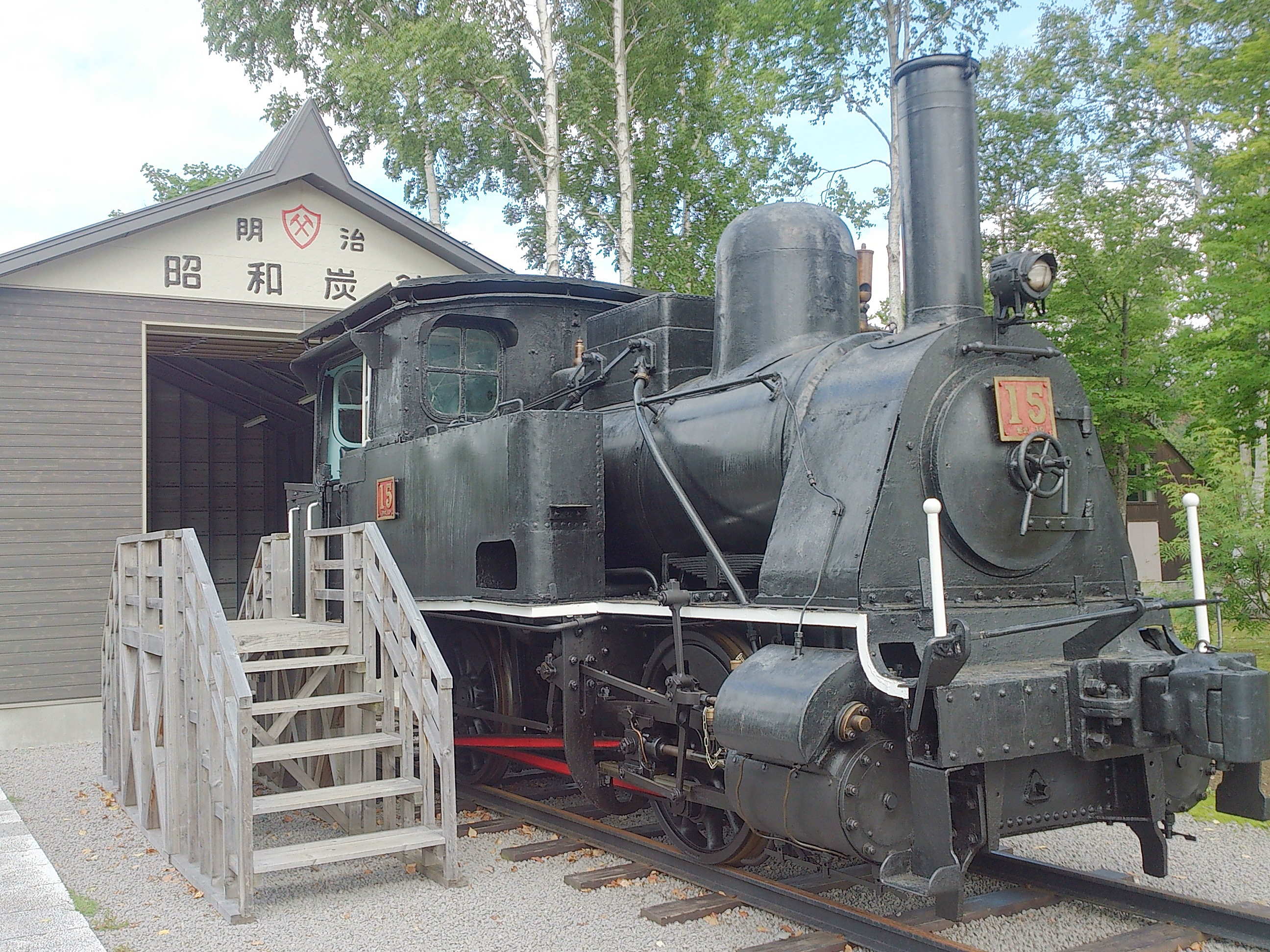
昭和炭鉱で使われた15（沼田町）

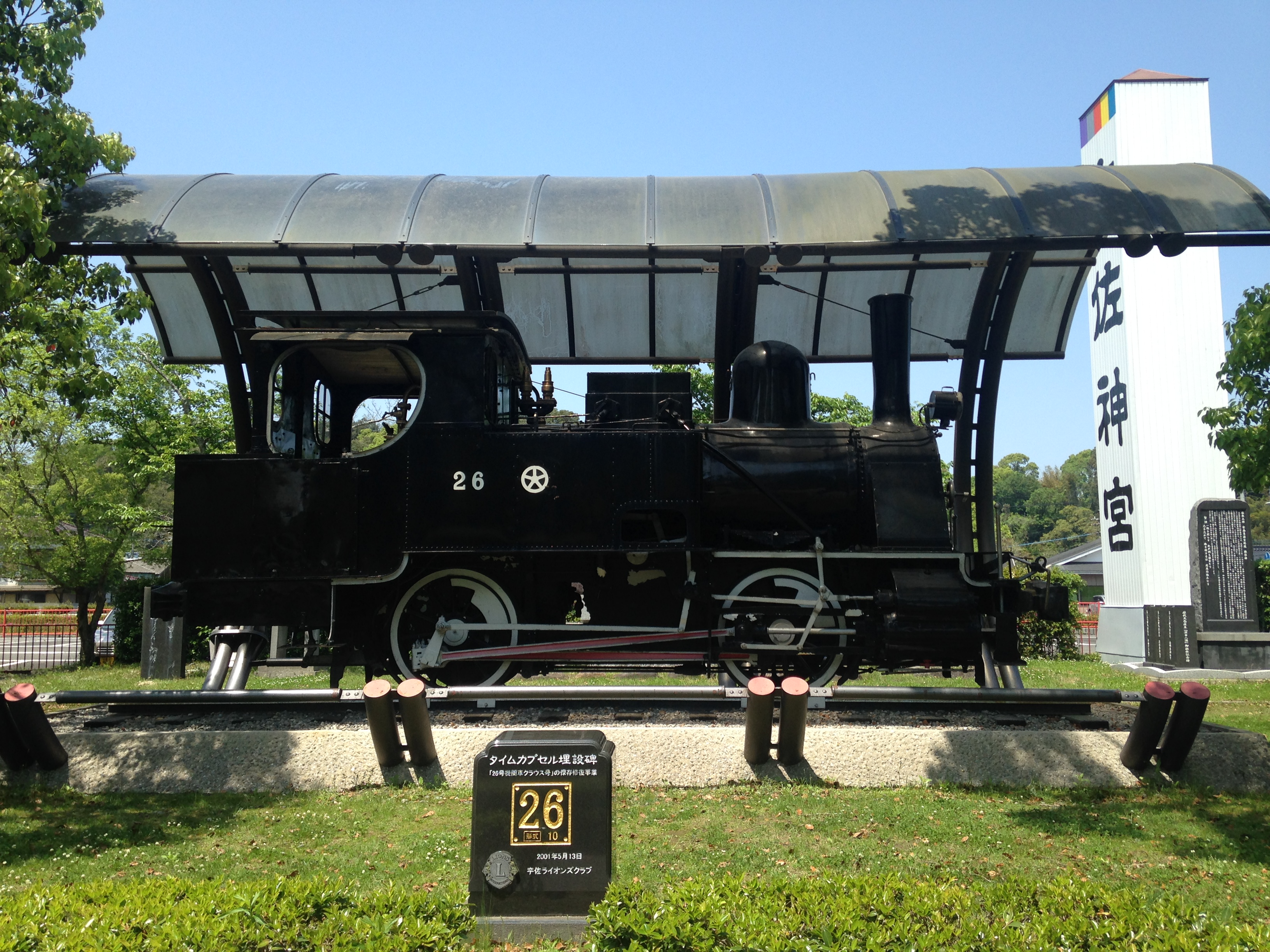
宇佐神宮境内に保存される26

本形式は堅牢かつ高性能で長命を保ったため、国鉄籍を得たものでは留萠鉄道15, 17、大分交通26の3両、その他に川越鉄道から防石鉄道に移った2の計4両が保存されている。
15, 17は留萠鉄道の廃線後流転を重ねることになる。15は地元の沼田町に寄贈のうえ保存されていたが、鉄道100年を記念して同機を主人公とした映画が制作されることとなり、札幌の泰和車輛で動態復元され、九州への「里帰り」も果たしたが、映画制作は頓挫してしまった。1973年（昭和48年）9月には大井川鉄道（現・大井川鐵道）へ入線し、17とともに構内運転に供された。その後、15は沼田町に返還され、同町の文化財に指定、1989年（平成元年）に開設された沼田町ふるさと資料館内の専用庫で大切に保存されている。
一方の17は、1969年に池袋の西武百貨店でオークションにかけられて話題をまいた。同機は販売希望価格の3倍近くの価格で個人が落札したものの売買には至らず、105万円で別の個人が落札し、同年10月には鶴見の麒麟麦酒専用線で公開運転が行なわれ、1970年（昭和45年）には日本万国博覧会にて展示された。その後は蒸気機関車の動態保存を模索していた大井川鉄道へ1971年（昭和46年）2月に入線し、井川線の千頭 - 川根両国間で使用され、2109とともに日本における蒸気機関車の動態保存の草分け的存在となった。大井川鉄道での運転終了後は、1983年（昭和58年）に岩手県遠野市に寄贈され、「クラウス17号を走らせる会」が結成されて動態整備が行なわれ、数回公開運転会が実施された。しかし、その後の保存状況が悪化したことから所有者が返還を要求、同市内の遠野駅前に展示されていたが、2000年（平成12年）6月に同市の「万世の里」に移設され、さらに現在は栃木県那須烏山市の那珂川清流鉄道保存会が引き取っている。17の流転は絵本『はしれクラウス』にも描かれている。15は、2010年（平成22年）に北海道旅客鉄道により準鉄道記念物に指定された。
26は廃車後、その歴史的価値を認められて宇佐町（現・宇佐市）に寄贈され、宇佐神宮境内に保存されることとなった。1966年（昭和41年）には、「形式10・26号機関車」として準鉄道記念物に指定されている。また、2005年（平成17年）3月29日には、「宇佐参宮線26号蒸気機関車」として大分県の有形文化財に指定され、2007年（平成19年）夏にはその経歴をまとめた絵本『しあわせなクラウス』が出版されている。
防石鉄道2は、1964年の廃線後も周防宮市駅構内の車庫に放置されていたが、同社の記念物として保存されることとなり、現在は山口県防府市・防府駅近くの鉄道記念広場で、防石鉄道の客車2両とともに静態保存されている。